# Scutellum (Trilobit)
Scutellum ist eine Gattung von Trilobiten aus dem Silur und Devon. Diese Trilobiten waren weltweit verbreitet und so finden sich die Fossilien in Ablagerungen auf sämtlichen Erdteilen. 

## Merkmale

Seitenansicht von Scutellum flabelliferum

Der Panzer dieser Trilobiten ist relativ dünn. Die Spindel (Axiallobus) des Thorax ist schmaler als die Pleuren. Dem Cephalon fehlen wie bei der verwandten Paralejurus-Arten viele typische Details durch glatte Verwachsungen. Scutellum-Arten weisen dagegen noch mehr Details auf als Paralejurus-Arten. 
Scutellum-Arten haben einen ovalen Umriss und sind bis 11 Zentimeter lang.
Cephalon: Scutellum-Arten haben ein flaches oder leicht gewölbtes Cephalon mit einem sehr schmalen Stirnsaum. Dieser Stirnsaum fehlt bei einigen Arten auch komplett. Die Glabella ist zusammengedrückt. Die erste Seitenfurche ist nach vorn gekrümmt und erreicht die zweite Seitenfurche. Die Seitenlappen sind dort deshalb zurückgebildet und erscheinen nur noch als kleine Knoten. Die dritten Seitenlappen sind nach innen nicht deutlich abgegrenzt. Sehr viele Arten haben noch eine kleine Grube als Begrenzung zwischen der zweiten und dritten Seitenfurche. Die Augendeckel sind halbmondförmig und relativ klein.
Thorax: Er besteht aus zehn Segmenten. Die Spindel ist dorsal konvex gebogen.
Pygidium: Das Pygidium ist flach, breit mit einer mittleren, erhabenen Platte. Die Spindel endet dreieckig. Auf dem Pygidium gehen von der Spindel strahlenförmig sechs bis sieben kräftige Rippenpaare aus, die in einem breiten und konkaven Umschlag enden.

## Evolutionäre Entwicklung
Die Gattung bestand etwa 55 Millionen Jahre ohne sich nennenswert zu verändern. Sie hat sich vermutlich im Silur aus der Gattung Planiscutellum herausentwickelt und verschwand wie sämtliche Styginidae-Trilobiten im Frasnium. Eine Verschmelzung der Thoraxsegmente zu einem festen Pygidium wie bei Paralejurus-Arten fand nicht statt. Ob die Scutellum-Gattung Vorläufer der im Pragium entwickelten Paralejurus-Gattung war, wird noch diskutiert. Diese These ist wegen einigen phylogenetischen Merkmalen umstritten. Die Scutellum-Gattung ist wahrscheinlich auch Vorläufer der Gattungen Scabriscutellum, Thysanopeltis und Kolihapeltis.

## Synonyme
- Brontes, Fabricius 1801
- Goldius, Konink 1841
- Bronteus, Goldfuss 1843

## Arten (Auswahl)
- Scutellum alpinum G.G. Pusch 1833
- Scutellum bromeliacearum (Rehm) Sacc. & P. Syd.
- Scutellum calvum G.G. Pusch 1833
- Scutellum costatum
- Scutellum depressum G.G. Pusch 1833
- Scutellum flabelliferum G.G. Pusch 1833
- Scutellum hollandi
- Scutellum paliferum (Beyrich 1845)
- Scutellum umbonatum G.G. Pusch 1833
- Scutellum whidbornei G.G. Pusch 1833